# Жертвоприношение Исаака (Караваджо)
Жертвоприношение Исаака (итал. Sacrificio d'Isacco) — название двух картин итальянского художника Микеланджело Меризи да Караваджо, написанных в период с 1598 по 1603 год, на которых изображена библейская сцена принесения в жертву Авраамом своего сына Исаака по божественному повелению.

## Сюжет
На картине запечатлён момент жертвоприношения Исаака из Книги Бытия (Быт. 22).
После дарования престарелым бездетным родителям долгожданного сына Бог решает испытать веру отца, потребовав принести его ребёнка в жертву: «…возьми сына твоего, единственного твоего, которого ты любишь, Исаака; и пойди в землю Мориа и там принеси его во всесожжение на одной из гор, о которой Я скажу тебе». Авраам повинуется воле Господа, и когда он уже заносит над сыном нож, его останавливает появившейся Ангел Господень в человеческом обличии: «И простер Авраам руку свою, и взял нож, чтобы заколоть сына своего. Но Ангел воззвал к нему с неба и сказал: …не поднимай руки твоей на отрока и не делай над ним ничего, ибо теперь Я знаю, что боишься ты Бога и не пожалел сына твоего, единственного твоего, для Меня». И тогда Авраам вместо сына приносит в жертву овна.

## Версия 1598 года
Картина была обнаружена в Испании. По словам раннего биографа и современника Караваджо Джулио Манчини, художник написал эту и ещё несколько картин в период между 1593 и 1595 годом во время пребывания в госпитале Консолационе для настоятеля-испанца, который забрал их с собой домой в Севилью. Однако специалисты считают, что эта работа слишком сложна для того периода карьеры Караваджо, и Питер Робб в своей биографии художника года датирует её примерно 1598 годом.
Существует предположение, что автором картины является последователь Караваджо, итальянский художник Бартоломео Кавароцци, который написал её во время пребывания в Испании примерно в 1617 году.
С 1939 года картина находилась в коллекции Антонио Вивеса в Мадриде (Испания). В 1989 году она была приобретена в коллекцию Барбары Пясецкой-Джонсон и хранилась в Принстоне, штат Нью-Джерси, США. В 2014 году картина была выставлена на аукцион в Sotheby’s как работа Бартоломео Кавароцци и продана 9 июля 2014 года за 3 666 500 фунтов стерлингов (более 216 млн рублей на то время).
На данной версии картины акцент сделан на фигурах людей, их жестах и выражениях лиц. Драматичность сцены усилена при помощи тенебризма — сочетания света и тени. Лицо ангела освещено, а лица Авраама и Исаака находятся в тени. Правая рука ангела покоится на голове овна, в то время как левая рука Авраама держит голову сына, а правая сжимает нож.
Сходство во внешности Исаака и Иоанна на картине «Иоанн Креститель» указывает на связь этих полотен и, возможно, их единого автора.

## Версия 1603 года
Картина была написана Караваджо для кардинала Маффео Барберини, который впоследствии стал папой Римским Урбаном VIII, с 1603 по 1604 год.
Картина хранилась в семье римского принца Колонна ди Шьярра, пока в конце XIX века её не выкупила компания, которая затем выставила полотно на продажу как произведение Геррита ван Хонтхорста. В июле 1917 года картину приобрёл Джон Фэрфакс Мюррей и передал в дар галерее Уффици.
На картине для передачи напряжённой атмосферы действия художник использовал перекрещивающиеся диагонали, а именно линии рук ангела и Авраама и направление взгляда всех участников композиции. Правой рукой ангел удерживает правую руку Авраама с зажатым в ней ножом, а левой рукой и взглядом указывает на овна, которого предлагает принести в жертву вместо Исаака. Авраам же смотрит на ангела, его левая рука крепко держит голову сына, который открыл рот в крике ужаса, как бы демонстрируя кульминацию момента. Овен при этом покорно смотрит на ангела. Драматизм ситуации подчёркивает и затемнённый пейзаж на дальнем плане, однако светлое небо и освещенный город вдалеке вырыжают надежду на благополучный исход.
Образ Авраама был списан Караваджо с обычного портного, который ранее уже позировал для «Апостола Матфея и ангела», отвергнутого первого варианта картины «Святой Матфей и ангел». Натурщиком для создания образов Исаака и ангела выступил Чекко дель Караваджо, позировавший для нескольких картин Караваджо, в том числе «Амур-победитель».